# Chã da Laranjeira
Chã da Laranjeira é uma aldeia portuguesa da Freguesia do Souto da Carpalhosa, que pertence ao Distrito e Município de Leiria. Faz fronteira com as localidades de São Miguel, Moita da Roda, Vale da Pedra e Assenha. 
Esta é uma aldeia sossegada e muito acessível a outros centros como praia da Vieira de Leiria , Pedrogão ou quem preferir a cidade de Leiria . Alguns pontos da aldeia tem como paisagem a serra de aire e candeeiros. 